# Alliance progressiste
Pour le parti politique uruguayen, voir Alliance progressiste (Uruguay).
L’Alliance progressiste (en anglais, Progressive Alliance) est un réseau mondial des partis progressistes, sociaux-démocrates et socialistes proche de l'Internationale socialiste fondé à Leipzig le 22 mai 2013, à l'occasion des 150 ans du SPD (1863). Elle réunit 80 partis sociaux-démocrates et progressistes, syndicats et ONG.
L'adhésion du Parti démocrate américain à ce mouvement est venue confirmer le repositionnement à gauche du parti sous la présidence de Barack Obama.

## Structure
Conseil (Board) de l’Alliance progressiste: Le Conseil comprend au maximum 30 partis de toutes les régions du monde et détermine le cap politique de l’Alliance. Il se réunit au moins une fois par an.
Comité directeur (Steering Committee) de l’Alliance progressiste: Les activités de l’Alliance progressiste sont préparées par le Comité directeur. Les partis intéressés peuvent envoyer un délégué au Comité directeur. Ce Comité se réunit régulièrement, au moins deux fois par an, et dans la mesure du possible, en marge des manifestations internationales.
Coordination de l’Alliance progressiste : la coordination est basée sur un système de rotation entre les participants. La période de coordination s’étend d’une conférence de l’Alliance progressiste à la suivante.

## Conférences et séminaires
- Conférence de Leipzig - Un réseau progressiste pour le 21e siècle : 22 mai 2013[1]
- Séminaire de Stockholm - Un nouveau deal mondial : 23-24 octobre 2013[2]
- Conférence de Tunis : 21-22 février 2014[3]
- Séminaire de Montevideo : 22-23 juillet 2014[4]
- Manchester Fringe Meeting - Croissance inclusive et durable : 22 septembre 2014[5]
- Séminaire de Manille -  Travail décent et migration: 29-30 septembre 2014[6]
- Conférence parlementaire de Lisbonne - Travail décent et éducation : 4-5 décembre 2014[7]
- Séminaire de Mexico-Ville - Croissance inclusive et travail décent : 26-27 mars 2015[8]
- Conférence de Rotterdam - L'égalité des genres et le travail décent : 22-23 mai 2015[9]
- Atelier à Budapest -  Pour une nouvelle politique de détente: 12 juin 2015[10]
- Séminaire de Penang - Croissance et inclusion: 25-26 septembre 2015[11]
- Séminaire de Beyrouth - Lutte des réfugiés pour la liberté: 30-31 octobre 2015[12]
- Séminaire de Rabat - Justice sociale et égalité des chances pour tous: 19-20 novembre 2015[13]
- Forum de Saint-Domingue - Développement démocratique et équitable pour tous: 13-14 décembre 2015[14]
- Conférences aux États-Unis - Camp de campagne progressiste sur les élections américaines: 14-18 mars 2016[15]
- Conférence à Kuala Lumpur - Forum de campagne Asie-Pacifique: 16-17 avril 2016[16]
- Séminaire de Sao Paulo - Démocratie et justice sociale: 24-25 février 2016[17]
- Séminaire de Denpasar - Vivre ensemble dans un nouveau monde: 19-20 septembre 2016[18]
- Conférence de Bruxelles - Pour un nouvel agenda pour la paix et la justice: 17-18 octobre 2016[19]
- Session de travail à Berlin - La voix à suivre: 1er décembre 2016[20]
- Séminaire de Suleimaniyah - Les défis pour mettre fin aux conflits: 11-12 décembre 2016[21]
- Réunion parallèle à Utrecht - Paix et justice au 21e siècle: 14 janvier 2017[22]
- Forum à Sydney - Campagne Progressiste Internationale: 23-25 janvier 2017[23]
- Convention de Berlin - Construire notre avenir: 12-13 mars 2017[24]
- Conférence d'Oulan-Bator - Justice sociale et durabilité pour un monde équitable: 25-26 mai 2017[25]
- Séminaire à Washington D.C. - Valeurs progressistes contre les nouvelles réalités: 19-20 juin 2017[26]
- Réunion en Albanie - Participitaion au Festival mondial de l'UIJS - On ne voit pas de frontières: 16 juillet 2017[27]

## Participants
- Algérie : Front des forces socialistes
- Allemagne : Parti social-démocrate d'Allemagne
- Angola : Mouvement populaire de libération de l'Angola (MPLA)
- Argentine : Parti socialiste
- Australie : Parti travailliste australien
- Autriche : Parti social-démocrate d'Autriche
- Belgique : Parti socialiste
- Belgique : Vooruit
- Biélorussie : Nadzeya
- Biélorussie : Parti social-démocrate du Bélarus
- Biélorussie : Parti de la gauche biélorusse « Un monde juste »
- Birmanie : Ligue nationale pour la démocratie (LND)
- Birmanie : Parti démocratique pour la Nouvelle Société
- Bolivie : Mouvement vers le socialisme
- Bolivie : Mouvement sans peur
- Brésil : Parti des travailleurs (PT)
- Brésil : Parti socialiste brésilien (PSB)
- Bulgarie : Parti socialiste bulgare (BSP)
- Burkina Faso : Parti pour la démocratie et le progrès/Parti socialiste (PDP/PS)
- Cameroun : Front social-démocrate
- Canada : Nouveau Parti démocratique
- Chili : Parti socialiste du Chili
- Chili : Parti pour la démocratie
- Chili : Parti radical social-démocrate du Chili
- Chypre : Mouvement pour la démocratie sociale
- Chypre : Parti républicain turc (CTP)
- Chypre : Parti démocrate (Diko)
- Corée du Sud : Parti Minju
- Côte d'Ivoire : Liberté et Démocratie pour la République (LIDER)
- Côte d'Ivoire : Cap Unir pour la démocratie et le développement (CAP-UDD)
- Croatie : Parti social-démocrate (SDP)
- Danemark : Parti social-démocrate
- Égypte : Parti social-démocrate égyptien
- Espagne : Parti socialiste ouvrier espagnol
- Érythrée : Parti démocratique du peuple érythréen
- États-Unis : Parti démocrate
- Finlande : Parti social-démocrate de Finlande
- France : Parti socialiste
- Ghana : Congrès démocratique national
- Grèce : Mouvement socialiste panhellénique
- Grenade : Congrès démocratique national
- Guinée : Rassemblement du peuple de Guinée
- Guinée équatoriale : Convergence pour la démocratie sociale
- Hongrie : Parti socialiste hongrois (MSzP)
- Hongrie : Parti social-démocrate de Hongrie (MSzDP)
- Inde : Congrès national indien
- Inde : Association pour le socialisme démocratique
- Indonésie : Parti Nasdem
- Iran : Parti démocratique du Kurdistan d’Iran
- Iran : Comité des révolutionnaires du Kurdistan (KPK)
- Iran: Comité des révolutionnaires du Kurdistan iranien (KPIK)
- Irak : Union patriotique du Kurdistan
- Irak : Parti socialiste démocratique du Kurdistan
- Irlande : Parti travailliste
- Israël : Les Démocrates
- Italie : Parti démocrate
- Jordanie : Parti social-démocrate jordanien
- Kenya : Parti travailliste du Kenya (LPK)
- Lettonie : Parti social-démocrate « Harmonie »
- Liban : Parti socialiste progressiste
- Lituanie : Parti social-démocrate lituanien
- Luxembourg : Parti ouvrier socialiste luxembourgeois
- Macédoine : Union social-démocrate de Macédoine
- Malaisie : Parti d'action démocratique
- Maroc : Union socialiste des forces populaires
- Maurice : Mouvement militant mauricien
- Mauritanie : Rassemblement des forces démocratiques
- Mexique : Parti de la révolution démocratique
- Mexique : Mouvement citoyen (Mexique)
- Mongolie : Parti du peuple mongol
- Mongolie : Parti révolutionnaire du peuple mongol
- Monténégro : Parti social-démocrate du Monténégro
- Monténégro : Parti démocratique socialiste du Monténégro
- Népal : Congrès népalais
- Niger : Parti nigérien pour la démocratie et le socialisme
- Nouvelle-Zélande : Parti travailliste néo-zélandais
- Norvège : Parti travailliste norvégien
- Pakistan : Parti du Peuple du Pakistan (PPP)
- Pakistan : Parti national Awami
- Palestine : Fatah
- Palestine : Initiative nationale palestinienne
- Paraguay : Guasú Front (FG)
- Pays-Bas : Parti travailliste
- Philippines : Akbayan
- Pologne : Alliance de la gauche démocratique
- Portugal : Parti socialiste
- République arabe sahraouie démocratique : Front Polisario
- République centrafricaine : Mouvement de libération du peuple centrafricain
- République démocratique du Congo : Union pour la démocratie et le progrès social
- République dominicaine : Parti révolutionnaire dominicain
- République dominicaine : Parti révolutionnaire moderne
- République de Moldavie : Parti démocrate de Moldavie
- République tchèque : Parti social-démocrate tchèque
- Roumanie : Parti social-démocrate
- Royaume-Uni : Parti travailliste
- Sainte-Lucie : Parti travailliste de Sainte-Lucie
- Sao Tomé-et-Principe : Mouvement pour la libération de Sao Tomé-et-Principe – Parti social-démocrate
- Sénégal : Parti socialiste
- Serbie : Parti démocratique
- Serbie : Parti social-démocrate
- Slovénie : Sociaux Démocrates
- Somalie : Somali Social Unity Party (SSUP)
- Suède : Parti social-démocrate suédois des travailleurs
- Suisse : Parti socialiste suisse
- Eswatini : People’s United Democratic Movement (PUDEMO)
- Swaziland : Parti démocratique Swazi (SWADEPA)
- Syrie : Parti populaire démocratique syrien
- Tanzanie : Chama cha Mapinduzi
- Thaïlande : Parti du nouvel avenir
- Timor oriental : Front révolutionnaire pour l'indépendance du Timor oriental
- Tunisie : Ettakatol
- Tunisie : Parti travailliste tunisien
- Turquie : Parti républicain du peuple
- Yémen : Parti socialiste yéménite
- Zimbabwe : Mouvement pour le changement démocratique
- Groupe de l'Alliance Progressiste des Socialistes et Démocrates au Parlement européen
- Union internationale de la jeunesse socialiste (IUSY)
- Fondation européenne d'études européennes (FEPS)
- Parti socialiste européen Femmes (PSE Femmes)
- Solidar
- Alliance des progressistes d'Afrique Centrale (APAC)
- Confédération syndicale internationale (CSI)
- Jeunes socialistes européens (YES)
- Internationale socialiste des femmes (ISF)
- Réseau de démocratie sociale en Asie (SOCDEM)
- Forum Social Démocrate Arabe (ASFD)
- Confédération syndicale des travailleurs et travailleuses des Amériques (CSA)
- Commission syndicale consultative auprès de l'OCDE (CSC)
- Center for American Progress (CAP)
- IndustriALL global union
- Global Progressive Forum
- CEE Network
- Just Jobs Network
- Fondation Jean-Jaurès
- Fondation João Mangabeira
- Fondation Friedrich-Ebert (FES)
- Centre international Olof Palme (OPIC)

## Dirigeants de pays de partis membres de l'Alliance progressiste
- Angola : João Lourenço (Mouvement populaire de libération de l'Angola) depuis 2017.
- Bolivie : Luis Arce (Mouvement vers le socialisme-Instrument politique pour la souveraineté des peuples) depuis 2020.
- Brésil : Luiz Inácio Lula da Silva (Parti des travailleurs) depuis 2023.
- Danemark : Mette Frederiksen (Parti social-démocrate travailliste danois) depuis 2019.
- Espagne : Pedro Sánchez (Parti socialiste ouvrier espagnol) depuis 2018.
- Palestine : Mahmoud Abbas (Fatah) depuis 2005.
- République démocratique du Congo : Félix Tshisekedi (Union pour la démocratie et le progrès social) depuis 2019.
- Tanzanie : Samia Suluhu (Chama cha Mapinduzi) depuis 2021.